# Psyllocamptus minutus
Psyllocamptus minutus är en kräftdjursart som beskrevs av Georg Ossian Sars 1911. Psyllocamptus minutus ingår i släktet Psyllocamptus och familjen Ameiridae.

## Underarter
Arten delas in i följande underarter:
- P. m. minutus
- P. m. gelatinosus